# Rikki und Vikki Ikki
Rikki und Vikki Ikki (* 18. Februar 1981 in Greensburg, Pennsylvania; bürgerlich Erica Mongeon und Victoria Mongeon, in den Medien zusammen oft als Ikki-Twins oder Ikki-Zwillinge betitelt) sind US-amerikanische Models. Bekannt wurden sie vor allem durch ihre Reality-Dating-Show A Double Shot at Love.

## Karriere

### Model-Karriere
Die Model-Karriere der Ikki-Zwillinge begann, als sie als Kellnerinnen in einem Hooters-Restaurant arbeiteten und für einen Kalender der Restaurant-Kette fotografiert wurden. Es folgten mehrere Fotoshootings für Magazine wie dem Import Tuner Magazine, Sound Magazine sowie Performance Auto und verschiedene Kalender. Von der Zeitschrift Import Tuner wurden sie zu zwei der 25 Hottest Girls of all Time (zu deutsch „25 der heißesten Frauen aller Zeiten“) gewählt.
Im Juli 2005 erschienen die Ikki-Zwillinge als sogenannte „Cyber Girls“ im Playboy Cyber Club. Im Juli 2011 stand Vikki Ikki alleine für den Playboy Cyber Club vor der Kamera.

### TV-Karriere
2008 startete die Reality-Dating-Show A Double Shot at Love, die nach dem Konzept von A Shot at Love with Tila Tequila ablief. Dort versuchten die offen bisexuell lebenden Ikki-Zwillinge aus ihren Traumpartner aus 24 Anwärtern (12 Frauen sowie 12 Männer) zu finden. Ferner waren sie in Steve Harveys Big Time Television Show und in Criss Angels Television-Show zu sehen. Zudem hatten sie Auftritte in der Tyra Banks Show, in der Comedy-Show Instant Recall und in der MTV-Show Warren the Ape. Vikki Ikki moderierte von 2010 bis 2011 neben Jaclyn Swedberg und Jessica Hall vier Folgen der Musiksendung Playboy's Beach House.

## Persönliches
Rikki und Vikki Ikki bekennen sich offen zu ihrer Bisexualität. Von 2009 bis 2010 war Vikki Ikki mit Trevor Lord liiert, dem Gewinner ihrer Dating-Show A Double Shot at Love. Am 4. August 2010 gab sie ihre Trennung von Lord bekannt.
Am 2. März 2010 war Rikki Ikki in einen Autounfall verwickelt, bei dem sie schwer verletzt wurde.